# Artemisa (Cuba)
Artemisa é um município e cidade de Cuba pertencente à província homônima.